# Hermandad de la Milagrosa
La Hermandad de la Milagrosa es una hermandad católica de Sevilla, Andalucía, España. Realiza una procesión anual el Sábado de Pasión, en las vísperas de la Semana Santa.  Tiene su sede en la iglesia parroquial de la Virgen de la Medalla Milagrosa del barrio de Ciudad Jardín. Se convirtió en hermandad de penitencia en noviembre de 2015.En 2017 presentó la idea de entrar en la nómina del Domingo de Ramos abriendo este día antes que la borriquita, pero la propuesta fue rechazada.
El nombre completo de la corporación es el de Hermandad Sacramental, Nuestra Señora de la Medalla Milagrosa y Cofradía de Nazarenos de Nuestro Padre Jesús de la Esperanza en el Puente Cedrón, María Santísima del Rosario y San Juan Evangelista.
Está en procesión desde la  16:00 hasta las 24:00 horas.

## Jesús de la Esperanza y Virgen del Rosario
En el primer paso representa la imagen de Nuestro Padre Jesús de la Esperanza en el Puente del Cedrón, talla de José Antonio Navarro Arteaga realizada en el año 2008. Se representa la escena relatada en el Evangelio de San Juan, capítulo 18, versículo 1: "Salió Jesús con sus discípulos al otro lado del torrente Cedrón donde había un huerto, en el que entró Jesús acompañado de sus discípulos". Tras el paso desfila con gran solemnidad la guardia judía.
En el segundo paso procesiona María Santísima del Rosario bajo palio. La Virgen fue esculpida por el insigne escultor  Francisco Buiza en el año 1963.
El palio de María Santísima del Rosario, aun en proceso, recuerda en todo su conjunto al triunfo en la Batalla de Lepanto. Por la victoria obtenida frente al imperio otomano, se representa en el palio una ornamentación otomana. Flores, hojarasca y las típicas aves nos transportan al palacio de Topkapi en Estambul, la joya del Imperio Otomano, de donde bebe y se inspira para el diseño el bordador malagueño que lo está ejecutando, D. Joaquín Salcedo Canca. Las aves rendidas agachan su cabeza en reverencia a la Señora que va bajo palio. La bambalina esta rematada por una corona otomana en cuyo extremo triunfa la cruz sobre ella. 
La Gloria del techo de palio ha sido realizada en el año 2019 por la pintora Dña. Nuria Barrera y representa la intercesión de la Santísima Virgen del Rosario en la Batalla de Lepanto.
|                                               |
| Guardia Judía que escolta al paso de misterio |

|                  |
| Paso de Misterio |

|                                     |
| Detalle del Cristo de la Esperanza. |

|                    |
| Virgen del Rosario |

## Acompañamiento Musical
Cruz de Guía: Agrupación Musical Juvenil María Stma. del Rocío.
Misterio: Agrupación Musical Ntro. Padre Jesús de la Redención.
Palio: Banda de Música de la Asamblea Provincial de la Cruz Roja.